# Jego zvali Robert
Jego zvali Robert (russisk: Его звали Роберт) er en sovjetisk spillefilm fra 1967 af Ilja Olsjvanger.

## Medvirkende
- Oleg Strizjenov — Sergej Kuklin / Robert
- Marianna Vertinskaja — Tanja
- Mikhail Pugovkin — Knopkin
- Vladimir Pobol — Gennadij
- Nina Mamaeva — Katjusja